# Carl Thomas
Carl Thomas (Dayton, 3 ottobre 1969) è un ex cestista e allenatore di pallacanestro statunitense, professionista nella NBA, in Europa e in Sudamerica.
È il fratello gemello di Charles Thomas.

## Carriera
Con gli Stati Uniti ha disputato due edizioni dei Giochi panamericani (Mar del Plata 1995, Winnipeg 1999).

## Palmarès
- All-CBA Second Team (1996)
- Campione USBL (1997)
- Miglior tiratore di liberi USBL (1995)